# Ludwig Christian Erk
Ludwig Christian Erk (Wetzlar, 6 de gener de 1807 - Berlín, 25 de novembre de 1883), fou un musicòleg, compositor, acadèmic, professor de música i col·leccionista del folklore popular alemany.
Començà els estudis literaris sota la direcció del pastor evangelista J. D. Spiess a Sprendlingen. Jacques Offenbach fou el seu mestre d'harmonia i composició i el cèlebre organista Rinck completà la seva educació musical. El 1826 fou professor de música a Moers i des de 1836 director e l'Escola Normal de Berlín.
Estudià amb gran entusiasme els cants populars alemanys, determinant l'origen i la forma primitiva e nombroses melodies, demostrant en aquests treballs un gust exquisit i gran erudició. Publicà ja sol, ja en col·laboració amb Arthur De Greef, Fielitz, W. Ismer, Henschel, etc. 11 col·leccions de corals i cants a una o més veus mixtes que aconseguiren a Alemanya un èxit extraordinari; També, se li deu, altres col·leccions de corals dels segles xvi i xvii, nombrós articles en diferents revistes musicals, entre elles la Caecilia, de Magúncia i la fundació d'un diari de literatura musical Euterpe, ein musikalisches Monatblatt.
Les seves obres més notables foren:
- Dreiund vierstimmige Gesänge tür Schule und Haus(Bonn, 1830);
- Methodischer leitfaden, etc., (Crefeld, 1834);
- Col·lecció de cants (Essen, 1834);
- Choralbuch für Schul und Haus, etc., (Berlín, 1836);
- Singvoglein (Essen, 1842-1848);
- Kinergärtchen (Essen, 1843);
- Die Deu schen Volkslider (1838-1841);
- Deutscher Liedergarten (1846-47).